# Каракорум (град)
Каракорум је био главни град Монголске империје у 13. веку. Налазио се на територији данашње Монголије поред данашњег града Харахорина. Основао га је Џингис-кан око 1220. као своје седиште (иако у њему није боравио дуго времена). Каракорум је тако постао центар велике монголске империје. У њега се слило велико богатство које је Џингис-кан сакупио на својим походима. После смрти великог кана оно је постало главни град за његове наследнике све док Кублај-кан није преместио главни град у Пекинг (Ханбалиг) док су Каракорум уништили Кинези.

## Географија
Каракорум, тадашњи старомонголски главни град који је био основан као седиште Џингис-кана у 13. веку историје Мнонголског царства простире сеу дужини од 1,5 km у величини од око 2 km² градских руина које су удаљене од Улан Батора око 320 km западно и налазе се на источној обали реке Орхон и северном зиду ламаистичког манастира Ердене-Зу Хијда и где се налази данашње насеље Харахорина. А у близини се налази још старији културни степени турсске империје.

## Ердене-Зу Хијд
У 1586. години је Абатај-кан основао ламианистички манастир који спада у највећи и најстарије манастире будизма у Монголији. За изградњу манастира је кориштен материјал из срушеног града.

## Археолошка ископавања
Дуго времена положај града није био познат али се претпостављало да лежи у близини будистичког манастира Огатај-кана.
Совјетско-монголске експедиције су од 1948. године пронашле делове града за које су веровали да представљају палату кана. У археолошким ископавањима од 2000. до 2004. године, између осталих у Комисије за ваневропске културе немачког археолошког института у сарадњи са монголским научницима, веровало се да је то палата Огатај-кана, иако је то вероватно био храм и занатлијске четврти у тадашњем центру.
Помоћу модерних археолошких метода дигиталних профила тла био је снимљен укупан ареал града и постављен један модел као резултат истраживања за градаски комплекс..
Пронађени су асфалтирани путеви, печене опеке, многе зграде од непечених опека, подно грејање, доказ за прераду бакра, злата, сребра, гвожђа, стакла и драгог камења, кости, коре брезе, материја која је замена за папир, керамику, новчићи из Кине и централне Азије, и четири пећи.

## Каракорум данас
Монголски Премијер Какиагин Елбегдорџ је 2004, именовао експертску групу да припреме планове за изградњу модерног града у бившем Каракоруму. Град би требало да буде визија модерног монголског главног града. Након његове оставке и именовања новог премијера Монголије, пројекат је напуштен.